# Via Cristoforo Colombo (Napoli)
Via Cristoforo Colombo, anticamente strada del Conte Olivares e dal 1643 via del Piliero è una strada di Napoli del quartiere Porto, tra piazza Municipio e via Marina.
Costituisce un tratto della strada litoranea della città, che con l'inizio di via Colombo aumenta il proprio distacco dalla costa diventando sempre più interna.

## Storia

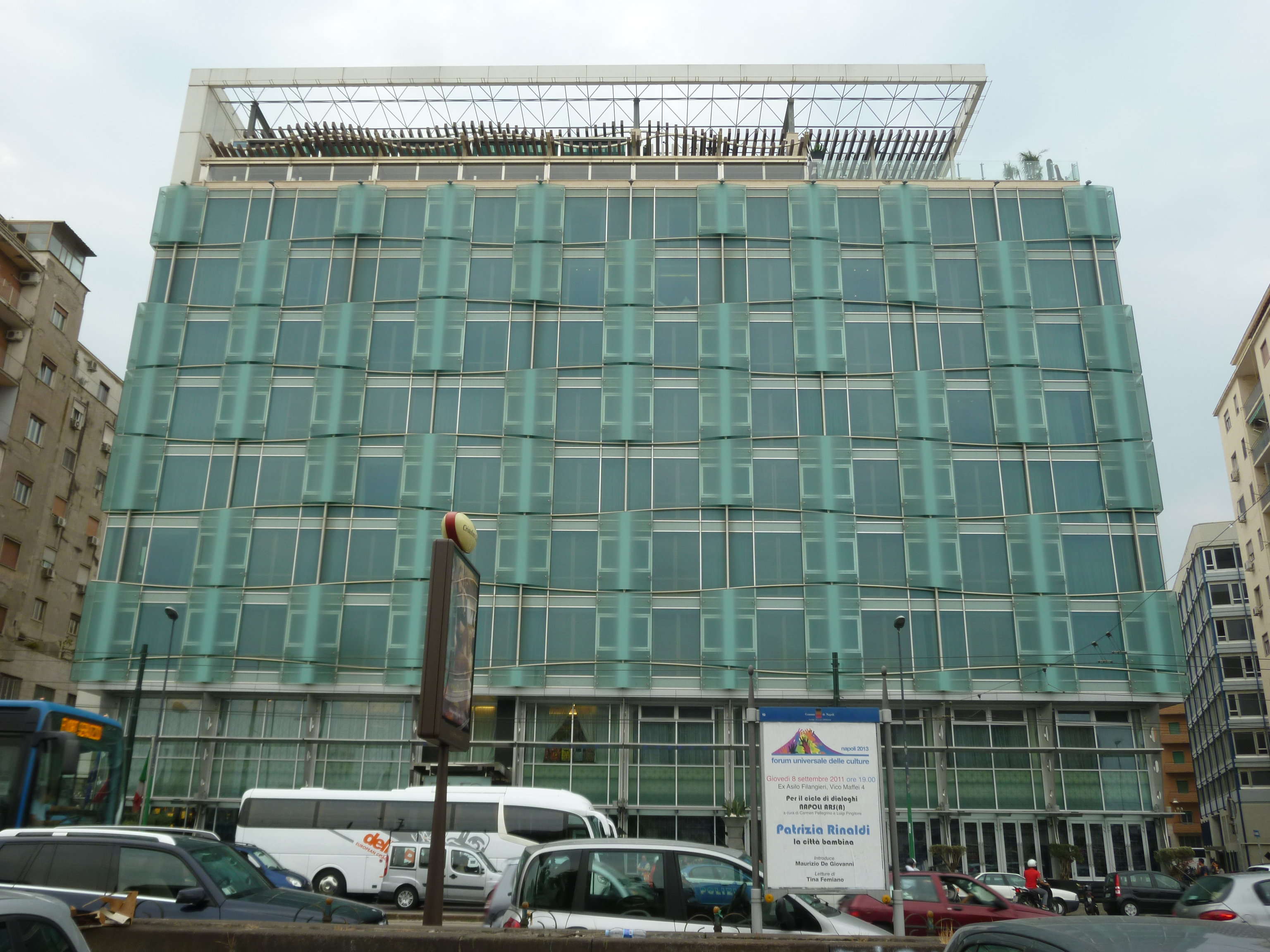
L'hotel Romeo, in passato sede della Flotta Lauro

Primi accenni a una strada portuale si trovano nel XVI secolo, con la costruzione di una via che facilitasse l'accesso ai quartieri bassi, reso difficile dalla presenza delle mura del porto che difendevano la città, da parte di Domenico Fontana nel 1596 per conto del viceré Enrique de Guzmán, conte di Olivares, padre del ben più famoso conte d'Olivares.
Questa strada verrà poi detta del Piliero per la presenza di una cappella dedicata alla Madonna del Pilar sorta nel 1610 (secondo il Galante nel 1578) in relazione ad un'immagine della Madonna dipinta dai marinai sulla porta della Calce. Con il toponimo originario Conte Olivares s'identificherà una strada più interna e che rasentava le mura.
Nelle estreme vicinanze sorgeva l'antico arsenale angioino, adoperato anche dagli aragonesi che ivi avevano anche un proprio fondaco e sostituito nel 1577 dal nuovo arsenale a sud di Castel Nuovo per volere del viceré Íñigo López de Hurtado de Mendoza. Al posto del vecchio arsenale nel 1580, su progetto degli ingegneri Vincenzo della Monica e Benvenuto Tortelli, sorse l'edificio della Dogana (che avrà funzioni di deposito e sarà detta vecchia quando sarà costruita una nuova dogana da Stefano Gasse presso il molo piccolo), danneggiato durante la rivolta di Masaniello e rifatto nel 1653 dal conte di Ognatte. Sarà adibito a caserma e rifatto nell'esterno nel 1860 (è l'odierna caserma Zanzur della Guardia di Finanza) e sarà l'unico edificio a conservare almeno parte del proprio aspetto storico dopo la rivoluzione degli anni cinquanta che creerà l'attuale via Colombo: infatti mantiene l'antico portale risalente al rifacimento seicentesco che un tempo campeggiava sulla piazza della Dogana vecchia e sul lato destro, su via San Nicola alla Dogana, un arco di piperno addirittura risalente al primitivo fondaco aragonese. Oggi la Dogana è nascosta dal palazzo della Flotta Lauro, che occupa parte della vecchia piazza.

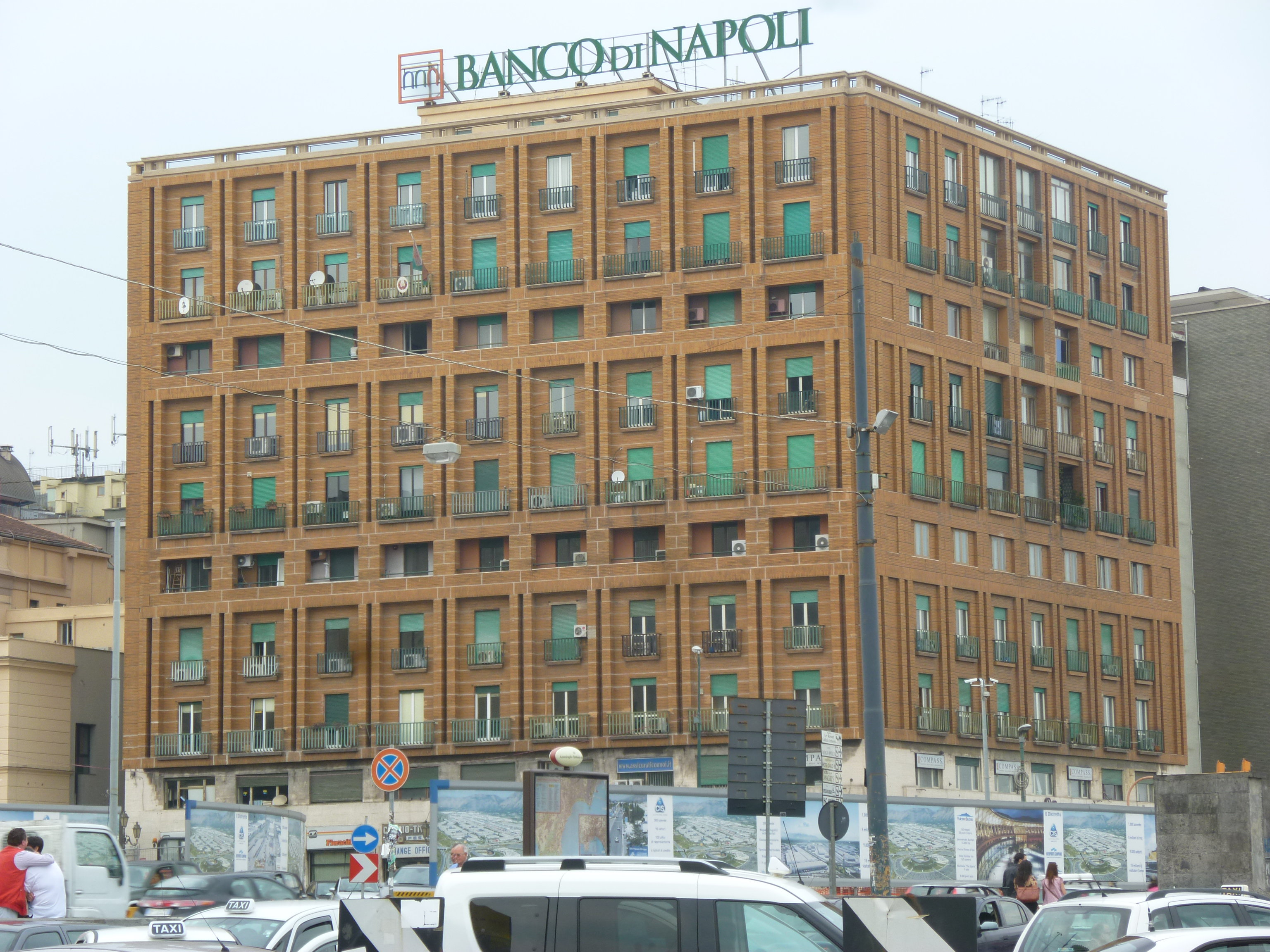
Il palazzo d'angolo

Carlo III indisse lavori ad opera dell'architetto Giovanni Bompiede e sotto la direzione di Michele Reggio che portarono una rettifica del percorso e l'abbattimento di due antiche porte, quelle dell'Arsenale e della Calce. I lavori terminarono dopo quelli alla Marina, nel 1755, avendo come obiettivo raggiunto peraltro la dismissione del porto piccolo, detto anche del Mandracchio, che venne chiuso tramite un ponte a due arcate. Lungo il ponte fu costruito quello che doveva essere l'edificio della Deputazione della Salute e che chiamiamo palazzo dell'Immacolatella, di Domenico Antonio Vaccaro, databile attorno al 1748. La chiesa di Santa Maria del Pilar sarà abbattuta sul principio del XIX secolo. Nel 1812 fu posta una fontana, detta dei delfini, opera di Gennaro Aveta, sul luogo dove sorgeva la chiesina. Alla fine del secolo sarà spostata al centro della piazza della Dogana, dove in precedenza era situata una fontana andata col tempo in rovina.
Un secolo dopo l'intervento carolino, Ferdinando II di Borbone nel 1836 reintervenne sulla strada con il progetto di Stefano Gasse: i palazzi furono ristrutturati secondo lo stile neoclassico e livellati in altezza, la strada ebbe un tracciato regolare e fu illuminata da lampioni a gas. Inoltre il ponte carolino fu abbattuto e fu sostituito da due ponti, uno in ferro e uno in muratura. I lavori furono terminati dall'ingegnere Clemente Fonseca per la morte del Gasse. Lo stesso ingegnere completò nel 1840 il neoclassico palazzo della Dogana nuova, anch'esso cominciato da Gasse nel 1826 e che adoperava le strutture dell'edificio della dogana delle farine eseguito da Domenico Fontana durante il viceregno dell'Olivares.
Con l'unità d'Italia cominciano i grandi progetti di risanamento: il primo è del 1877 quando per volere del sindaco Gennaro Sambiase Sanseverino duca di San Donato viene aperta via Flavio Gioia, la quale termina al Piliero rompendo la fila di palazzi del Gasse ed elimina una serie di fondaci, vero obiettivo della bonifica. Tuttavia il Risanamento degli ultimi anni dell'Ottocento non tocca la parte immediatamente vicina alla strada, interessando più che altro la strada di Porto, i Lanzieri e tutto il Pendino.

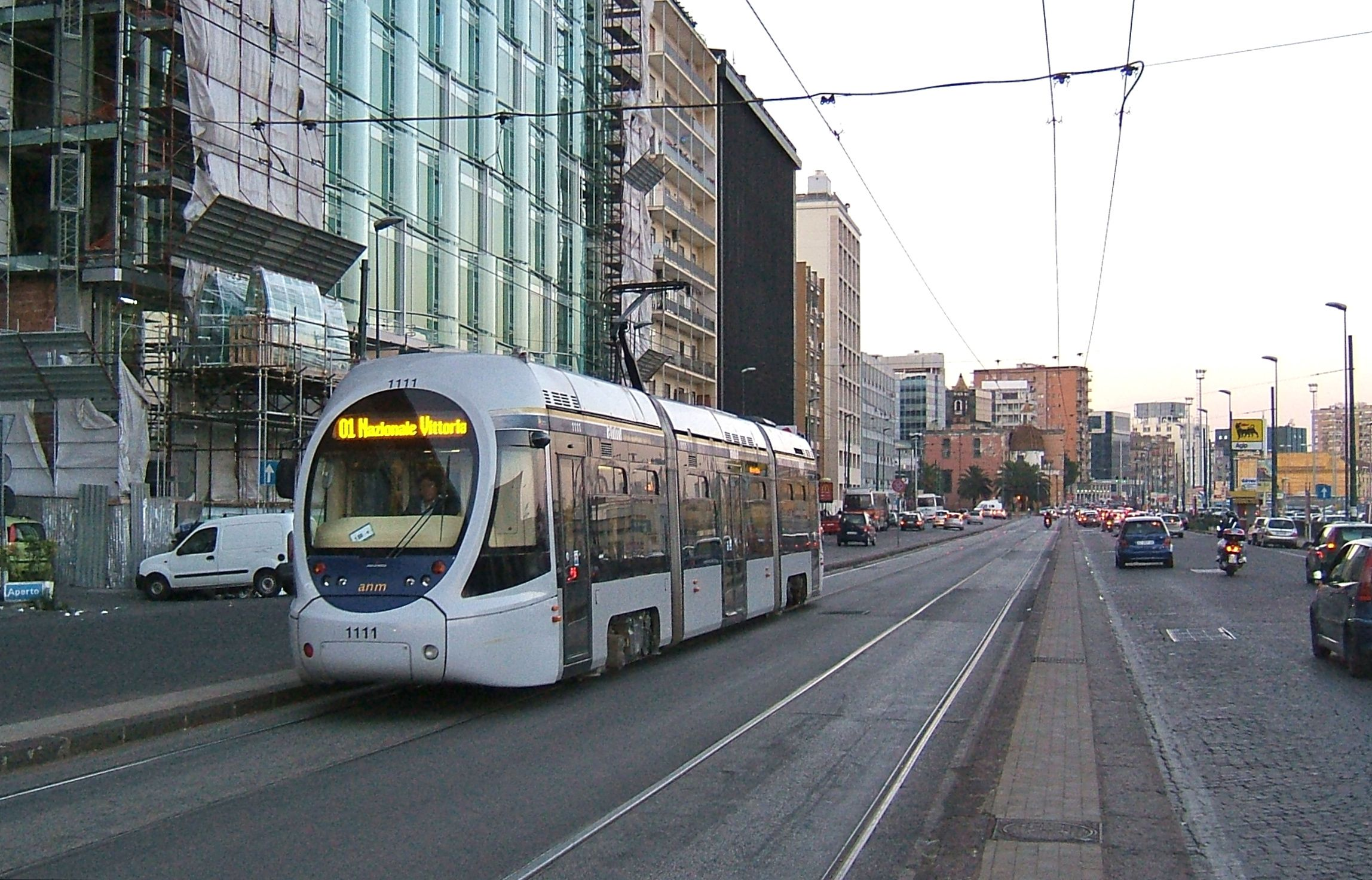
Tram 1 in direzione piazza Vittoria

Durante l'era fascista si comincia a modificare l'area: il porto del Mandracchio e le sue immediate adiacenze vengono definitivamente eliminati in un arco di tempo che va dal 1935 al 1939 così come la chiesa di San Nicola alla Dogana vecchia, demolita nel 1935. Si apre la parallela a via del Piliero: via Guglielmo Marconi, dal 1963 chiamata via Alcide De Gasperi, dove si costruiscono alcuni palazzi, tra cui il palazzo del Provveditorato alle opere pubbliche, costruito tra il 1935 e il 1936 sul nuovo asse stradale, tra via Marchese di Campodisola e via Giulio Cesare Cortese, dinanzi alla chiesa di Portosalvo.
I grandi bombardamenti della seconda guerra (uniti a forti esplosioni come quella della nave Caterina Costa che fu una catastrofe per l'intera città) sconquassano tutta la zona portuale. Si procede pertanto ad una rivoluzione urbanistica, approvata nel 1947, che sconquassa la vecchia disposizione delle strade a ridosso della via del Piliero la quale cambia il tracciato, infatti viene indietreggiata terminando il proprio percorso dinanzi a Portosalvo mentre in precedenza terminava al ponte dell'Immacolatella. La dogana nuova del Gasse, uscita dalla guerra gravemente danneggiata, fu rasa al suolo proprio in questo periodo.
Nel 1961 cambierà anche il nome: la nuova strada, fino ad allora denominata comunemente via Marittima, fu intitolata a Cristoforo Colombo in occasione del centenario dell'Unità d'Italia. Per realizzare la decisione si dovette cambiare nome al viale Cristoforo Colombo che si trovava a Coroglio, intitolandolo a Pasquale Leonardi Cattolica.

## Descrizione
La nuova strada è più interna rispetto all'antica (che scorreva assai vicina al mare) e ovviamente più larga. Gli edifici che sorgono seguono gli stilemi della nuova architettura post-guerra: a partire da piazza Municipio incontriamo il cosiddetto palazzo d'angolo, opera di Marcello Canino eseguita dal 1950 al 1953 e che ricalca per struttura il vicino palazzo della Banca d'Italia dello stesso Canino.
Dopo due edifici si osserva il palazzo della Flotta Lauro, sede del grande impero navale di Achille Lauro. Fu il primo palazzo della strada ad essere costruito, essendo un'opera del 1950 di Antonio Scivittaro, e fu anche la sede del quotidiano "Il Roma". Recentemente ha ricevuto un intervento di recladding legato alla nuova funzione dell'edificio: l'hotel Romeo.
Sulla strada sono presenti altri edifici moderni e i lati posteriori degli edifici più importanti della zona, i quali hanno l'ingresso sull'interna via De Gasperi: l'edificio del Catasto, quello dell'Agenzia delle Dogane e quello del Genio Civile.
La strada è divisa in tre carreggiate, con la centrale che fungeva da corsia preferenziale fino al 2011 quando è stata resa intransitabile per ogni veicolo che non sia un tram, dal momento che la corsia è sede del capolinea provvisorio occidentale della rete tranviaria cittadina, reso tronco a causa dei cantieri della metropolitana in piazza Municipio.
Fino al 1994 le carreggiate laterali erano affidate ai due flussi circolatori. Da allora, in concomitanza con la totale pedonalizzazione di Piazza del Plebiscito e della conseguente riorganizzazione della viabilità nelle strade circostanti, ambedue le carreggiate sono state rese a senso unico in direzione di via Marina.